# Paulo Goulart
Paulo Goulart, nome artístico de Paulo Afonso Miessa (Ribeirão Preto, 9 de janeiro de 1933 – São Paulo, 13 de março de 2014), foi um ator, dramaturgo, diretor e escritor brasileiro, considerado um dos maiores talentos do teatro brasileiro. Goulart também deixou sua marca na televisão e no cinema.
Dentre os prêmios e homenagens que recebeu em sua carreira, o Troféu Roquette Pinto de Melhor Ator (1967), o Troféu Helena Silveira de Melhor Ator (1970), o Troféu APCA (Associação Paulista de Críticos de Arte) e o Prêmio Molière de Melhor Ator em 1974, por sua atuação em Orquestra de Senhoritas, de Jean Anouilh, com direção de Luís Sérgio Person. Em 2003, ganhou o Prêmio Contigo! de Melhor Vilão pelo trabalho na novela Esperança.
A família Goulart foi homenageada na 18ª edição do Prêmio Shell de Teatro do Rio de Janeiro. Paulo Goulart, Nicette Bruno e seus filhos Beth Goulart, Bárbara Bruno e Paulo Goulart Filho receberam um Troféu Especial, pela união e realizações teatrais ao longo de mais de duas décadas. Por ter colocado em prática o Programa Teatro nas Universidades, sob a Lei Rouanet, recebeu em 2009, o Prêmio Especial da Associação Paulista dos Críticos de Arte. Em 2010, recebeu o Troféu Super Cap de Ouro de Melhor Ator e a comenda da Ordem do Ipiranga pelo Governo do Estado de São Paulo. Em 2014, Paulo foi homenageado na 26º edição do Prêmio Shell de Teatro de São Paulo. Em 2015, Paulo recebeu uma homenagem póstuma com a inauguração da sala de Teatro Paulo Goulart, em São Paulo.

## Biografia

### Primeiros anos e origens
Paulo Afonso Miessa nasceu na Fazenda Santa Teresa em Ribeirão Preto. Seus pais eram Affonso Mieza, filho de imigrantes espanhóis e Elza França. Cresceu no município de Olímpia, 130 km ao noroeste de sua localidade natal, para onde sua família se mudou quando ele tinha cinco anos de idade. Seu irmão Milton Carlos foi também ator e radialista.
Seu primeiro emprego foi como operador de som e locutor na ZYG-8 – Rádio Difusora de Olímpia fundada por seu pai, em Olímpia. Participou de um conjunto de cantores, conhecido como Quarteto Tupã. Com 17 anos, o ator se mudou para a cidade de São Paulo e chegou a estudar Química Industrial no Liceu Eduardo Prado. Recebeu o sobrenome artístico (Goulart) do tio radialista Airton Miessa, conhecido como Tito Goulart, irmão de seu pai.

## Carreira
Estreou como ator nas radionovelas em 1951. Seu primeiro programa na TV Tupi foi em um programa humorístico em que contracenava com Amácio Mazzaropi, no papel de Boca Mole. Um ano depois, saiu da Rádio Tupi e TV Tupi, indo para a TV Paulista para integrar o elenco da novela Helena, de Manoel Carlos. Fez sua estreia no teatro ainda em 1952, na peça Senhorita Minha Mãe, de Louis Verneuil, dirigida por Abelardo Figueiredo e, no mesmo ano, em Amor Versus Casamento, de Maxwell Anderson, direção de Rubens Petrille de Aragão.
O ator e Nicette fundaram em 1953, a companhia Teatro Íntimo Nicette Bruno (Tinb), atuando em peças como Week-end, de Noël Coward e É Proibido Suicidar-se na Primavera, de Alejandro Casona. Em 1956, entra para o elenco da peça Vestido de Noiva, em que contracenava com Henriette Morineau. Depois de uma breve passagem pela TV Continental, de 1958 a 1959, onde atuou no seriado ao vivo Dona Jandira em Busca da Felicidade (1959), foi dirigido por Ziembinski em Zefa entre os Homens, de Henrique Pongetti, em 1962. No mesmo ano, Paulo e a sua esposa se mudaram para Curitiba, quando foram convidados por Cláudio Corrêa e Castro para lecionar teatro e fazerem parte do primeiro grupo do recém criado Teatro de Comédia do Paraná, em que produziram diversas montagens, como Um Elefante no Caos, de Millôr Fernandes, A Megera Domada, de Shakespeare e O Santo Milagroso, de Lauro César Muniz.

"Ser Amigo"É o que faz sem perguntar. É o que acolhe, participa e ajuda. É o que ouve, aconselha e respeita. É o que alerta, aplaude e critica. É o que partilha a alegria e a dor. É o que desconstrói construindo. É o que discorda, não do conteúdo, mas da forma. É ser fraterno sem ser irmão. É ser membro da Grande Família Universal. É fazer mais do que falar. É não ter dia nem hora. É ser o outro sem deixar de ser você. É não estar só. É sonhar. É saber esperar! Síntese do amigo, está aqui no ditado popular: "Para o amigo, tudo. Para os outros, justiça."

—Ser Amigo, poema de Paulo Goulart.
No cinema, ele estreou em 1953, na comédia Destino em Apuros, de Ernesto Remani. Neste que é tido como o primeiro filme colorido produzido no Brasil. Seu segundo trabalho no cinema foi em Rio, Zona Norte (1957), de Nelson Pereira dos Santos. Entre o final da década de 1950 e o começo da década de 1960, prosseguiu atuando no cinema. Em 1972, retorna ao cinema na produção A Marcha, de Oswaldo Sampaio. Participou também de filmes ligados à religião espírita como Chico Xavier e Nosso Lar.
De 1966 a 1969 passa a se dedicar à TV Excelsior, na qual faz novelas como As Minas de Prata (1966), Os Fantoches (1967), A Muralha (1968) e Vidas em Conflito (1969). Em 1967, Paulo e Nicette firmaram parceria com o diretor Antonio Abujamra, criaram o Teatro Livre e encenaram diversas produções, como Boa Tarde, Excelência (1967), O Olho Azul da Falecida (1968) e Os Últimos Passos (1969), entre outras. Sua primeira novela na Globo foi A Cabana do Pai Tomás (1969). No mesmo ano, foi um dos protagonistas de Verão Vermelho, de Dias Gomes, mas atuou também na programação do SBT, Record e TV Bandeirantes.
Em 1975, iniciou-se como dramaturgo, escrevendo Nós Também Sabemos Fazer, peça que dirige ele próprio no mesmo ano. É de sua autoria também os espetáculos Papai, Mamãe & Cia (1976), Mãos ao Alto, São Paulo! (1980), O Infalível Dr. Brochard (1983), Look Book Hip House (1990), texto feito em parceria com a filha Bárbara Bruno, e Sete Vidas (1997). Também escreveu o poema Ser Amigo e como autor de livros, lançou 7 Vidas (1997), um livro de autoajuda, Grandes pratos e pequenas histórias de amor (2010), livro de culinária escrito em parceria com a Nicette Bruno, e Vôo da Borboleta.
Participou da inauguração do Impostômetro (São Paulo), em 2005. Representando Tiradentes, ele leu manifesto contra a elevada carga tributária brasileira. Em parceria com a Associação Comercial de São Paulo (ACSP), Paulo Goulart criou o Programa Teatro nas Universidades, para oferecer a universitários a oportunidade de contato com o teatro e, também, incentivar o empreendedorismo entre os jovens, por meio de peças escritas especialmente para esse fim. Um teatro do Esporte Clube Banespa leva seu nome desde 2005.
Seus últimos trabalhos foram no espetáculo teatral Abalou Bangu 2 - A festa (2011), nas produções cinematográficas Nosso Lar (2010), Giovanni Improtta (2013) e O Tempo e o Vento (2013). Seus últimos papéis na televisão foram na novela Morde & Assopra (2011), na série Louco por Elas (2012) e na minissérie O Tempo e o Vento (2014).

## Vida pessoal
Paulo Goulart foi casado com a atriz Nicette Bruno por 60 anos, conhecendo-a em 1952 durante a peça Senhorita Minha Mãe e casando em 1954. Sua esposa, Nicette Bruno (7 de janeiro de 1933), é dois dias mais velha que o ator. Ambos professavam seguir os ensinos do Espiritismo há décadas, juntamente com seus filhos. Eles tiveram três filhos, Beth Goulart, Bárbara Bruno e Paulo Goulart Filho – todos seguiram a carreira dos pais. Também era avô das atrizes Vanessa Goulart e Clarissa Mayoral.

### Morte
A luta de Paulo Goulart contra o câncer começou em 2008, quando os médicos descobriram um tumor nos rins. Desde então foram várias internações, tratamento intensivo, mas em 2012 foi diagnosticado com um tumor no mediastino. O ator estava internado desde 8 de janeiro de 2014 no Hospital São José, em São Paulo, e faleceu em 13 de março de 2014 aos 81 anos em decorrência de câncer, ao lado da família. O corpo do ator foi velado no Teatro Municipal de São Paulo nos dias 13 e 14 de março, e no dia 14 de março foi sepultado no Cemitério da Consolação, também em São Paulo.

## Teatro
Participou de vários espetáculos teatrais, interpretando desde peças de comédias e até de Shakespeare, nos sessenta e dois anos de carreira artística, entre eles:
| Ano  | Título                                   |
| ---- | ---------------------------------------- |
| 1952 | Senhorita Minha Mãe                      |
| 1952 | Amor Versus Casamento                    |
| 1953 | Week-end                                 |
| 1953 | É Proibido Suicidar-se na Primavera      |
| 1954 | Ingenuidade                              |
| 1954 | Brasil Romântico - O Primo da Califórnia |
| 1954 | Brasil Romântico - Lição de Botânica     |
| 1955 | Bife, Bebida e Sexo                      |
| 1955 | Ingênua até Certo Ponto                  |
| 1956 | Vestido de Noiva                         |
| 1957 | Anastácia                                |
| 1957 | Os Amantes                               |
| 1957 | Lotaria                                  |
| 1957 | A Vida Não É Nossa                       |
| 1957 | Paixão da Terra                          |
| 1957 | Vê se me Esqueces                        |
| 1958 | Pedro Mico                               |
| 1958 | Gigi                                     |
| 1958 | Inimigos Íntimos                         |
| 1959 | Os Artistas Unidos                       |
| 1959 | Os Brasileiros em Nova York              |
| 1962 | Zefa entre os Homens                     |
| 1962 | Minha Querida Lady                       |
| 1963 | Um Elefante no Caos                      |
| 1964 | A Megera Domada                          |
| 1965 | O Santo Milagroso                        |
| 1966 | A Megera Domada                          |
| 1966 | Oh, Que Delícia de Guerra!               |
| 1967 | Boa Tarde, Excelência                    |
| 1968 | O Olho Azul da Falecida                  |
| 1969 | Os Últimos Passos                        |
| 1969 | Lá                                       |
| 1974 | O Prisioneiro da Segunda Avenida         |
| 1974 | Orquestra de Senhoritas                  |
| 1975 | Nós Também Sabemos Fazer                 |
| 1975 | Constantina                              |
| 1976 | Papai, Mamãe & Cia                       |
| 1976 | Classe Média, Televisão Quebrada         |
| 1979 | Treze                                    |
| 1980 | Dona Rosita, a Solteira                  |
| 1980 | Mãos ao Alto, São Paulo!                 |
| 1981 | Mãos ao Alto, Rio!                       |
| 1983 | Rei Lear                                 |
| 1984 | Ao Papai com Dinamite e Afeto            |
| 1986 | Sábado, Domingo e Segunda                |
| 1987 | Aviso Prévio                             |
| 1988 | O Olho Azul da Falecida                  |
| 1989 | Meu Reino por um Cavalo                  |
| 1990 | Flávia, Cabeça, Tronco e Membros         |
| 1991 | Céu de Lona                              |
| 1992 | Macbeth                                  |
| 1994 | Enfim Sós                                |
| 1998 | O Carteiro e o Poeta                     |
| 1998 | Arte                                     |
| 2000 | Crimes Delicados                         |
| 2001 | O Evangelho Segundo Jesus Cristo         |
| 2003 | Sábado, Domingo e Segunda                |
| 2003 | Ábado                                    |
| 2008 | O Homem Inesperado                       |
| 2011 | Abalou Bangu 2 - A festa                 |

## Filmografia

### Televisão
| Ano  | Título                              | Papel                       | Notas                                     | Emissora       |
| ---- | ----------------------------------- | --------------------------- | ----------------------------------------- | -------------- |
| 1952 | Helena                              | —                           |                                           | TV Paulista    |
| 1959 | Dona Jandira em Busca da Felicidade | Vanderlino                  |                                           | TV Continental |
| 1966 | As Minas de Prata                   | Dom Francisco               |                                           | TV Excelsior   |
| 1966 | Anjo Marcado                        | Dr. César Galvão            |                                           | TV Excelsior   |
| 1967 | Os Fantoches                        | Marcos                      |                                           | TV Excelsior   |
| 1968 | A Muralha                           | Bento Coutinho              |                                           | TV Excelsior   |
| 1968 | O Terceiro Pecado                   | Clemente                    |                                           | TV Excelsior   |
| 1969 | A Cabana do Pai Tomás               | Pierre St. Clair            |                                           | Rede Globo     |
| 1969 | Verão Vermelho                      | Flávio                      |                                           | Rede Globo     |
| 1969 | Vidas em Conflito                   | Walter                      |                                           | TV Excelsior   |
| 1970 | Véu de Noiva                        | Flávio                      | Participação especial                     | Rede Globo     |
| 1970 | A Próxima Atração                   | Tomás                       |                                           | Rede Globo     |
| 1971 | Quarenta Anos Depois                | Santiago                    |                                           | Rede Record    |
| 1972 | Uma Rosa com Amor                   | Claude Antoine Geraldi      |                                           | Rede Globo     |
| 1972 | Signo da Esperança                  | Ivo                         |                                           | TV Tupi        |
| 1976 | Papai Coração                       | Mário                       |                                           | TV Tupi        |
| 1977 | Um Sol Maior                        | Rangel                      |                                           | TV Tupi        |
| 1977 | Éramos Seis                         | Doutor Azevedo              |                                           | TV Tupi        |
| 1979 | Gaivotas                            | Carlos                      |                                           | TV Tupi        |
| 1980 | Drácula, uma História de Amor       | Mordomo Bóris               |                                           | TV Tupi        |
| 1980 | Plumas e Paetês                     | Gino                        |                                           | Rede Globo     |
| 1981 | Jogo da Vida                        | Silas Ramos Cruz            |                                           | Rede Globo     |
| 1984 | Transas e Caretas                   | Roberto Leme                |                                           | Rede Globo     |
| 1986 | Roda de Fogo                        | Marcos Labanca              |                                           | Rede Globo     |
| 1988 | Fera Radical                        | Altino Flores               |                                           | Rede Globo     |
| 1988 | Chapadão do Bugre                   | Capitão Eucaristo Rosa      |                                           | Band           |
| 1990 | Gente Fina                          | Joaquim                     |                                           | Rede Globo     |
| 1991 | O Dono do Mundo                     | Altair                      |                                           | Rede Globo     |
| 1992 | Despedida de Solteiro               | Delegado                    | Episódio: "1 de junho"                    | Rede Globo     |
| 1992 | Você Decide                         | —                           | Episódio: "Mal Secreto"                   | Rede Globo     |
| 1993 | Mulheres de Areia                   | Donato Elias Vieira         |                                           | Rede Globo     |
| 1994 | Incidente em Antares                | Tibério Vacariano           |                                           | Rede Globo     |
| 1994 | As Pupilas do Senhor Reitor         | Dom Arlindo                 |                                           | SBT            |
| 1995 | A Idade da Loba                     | Zé Rubens                   |                                           | Band           |
| 1996 | O Campeão                           | Felipe Caldeira             |                                           | Band           |
| 1996 | O Rei do Gado                       | Juiz                        | (participação especial)                   | Rede Globo     |
| 1997 | Zazá                                | Ulisses                     |                                           | Rede Globo     |
| 1998 | Sai de Baixo                        | Saraiva                     | Episódio: "Sexta Sabado e Suingue"        | Rede Globo     |
| 1999 | O Belo e as Feras                   | Almeida                     | Episódio: "Desgraça Pouca é Bobagem"      | Rede Globo     |
| 1999 | O Auto da Compadecida               | Major Antônio Moraes        |                                           | Rede Globo     |
| 1999 | Você Decide                         | —                           | Episódio: "La Mamma"                      | Rede Globo     |
| 1999 | Você Decide                         | —                           | Episódio: "Testemunha em Pânico"          | Rede Globo     |
| 1999 | Flora Encantada                     | José de Nazaré              | Participação especial                     | Rede Globo     |
| 2000 | Você Decide                         | Ivo Nunes                   | Episódio: "Pré-Datado"                    | Rede Globo     |
| 2000 | Aquarela do Brasil                  | Gabriel Laguardia           |                                           | Rede Globo     |
| 2001 | A Padroeira                         | Dom Lourenço de Sá          |                                           | Rede Globo     |
| 2002 | Esperança                           | Farina                      |                                           | Rede Globo     |
| 2002 | O Quinto dos Infernos               | José Bonifácio              |                                           | Rede Globo     |
| 2003 | Sítio do Picapau Amarelo            | Bartolomeu Bueno da Silva   | Episódio: "Os Bandeirantes"               | Rede Globo     |
| 2004 | Um Só Coração                       | Avelino                     | Episódio: "6 de janeiro"                  | Rede Globo     |
| 2004 | Sob Nova Direção                    | Ataulfo                     | Episódio: "Disque Belinha"                | Rede Globo     |
| 2004 | O Pequeno Alquimista                | Rei                         | Especial de fim de ano                    | Rede Globo     |
| 2005 | América                             | Mariano de Oliveira         |                                           | Rede Globo     |
| 2006 | Pé na Jaca                          | Vilela                      | Episódios: "20 de novembro–1 de dezembro" | Rede Globo     |
| 2006 | JK                                  | Israel Pinheiro             |                                           | Rede Globo     |
| 2007 | Amazônia, de Galvez a Chico Mendes  | Tavares                     |                                           | Rede Globo     |
| 2007 | O Profeta                           | Mestre de Cerimônia         | Episódio: "11 de maio"                    | Rede Globo     |
| 2007 | Duas Caras                          | Heriberto Gonçalves         |                                           | Rede Globo     |
| 2009 | Som & Fúria                         | Carlos Betti                | Episódio: "24 de julho"                   | Rede Globo     |
| 2009 | Cama de Gato                        | Severo Tardivo              |                                           | Rede Globo     |
| 2010 | Ti Ti Ti                            | Orlando Bianchi             | Episódios: "20–21 de julho"               | Rede Globo     |
| 2011 | Morde & Assopra                     | Dr. Eliseu Vilanova         |                                           | Rede Globo     |
| 2012 | Louco por Elas                      | Horácio                     | Episódio: "24 de abril"                   | Rede Globo     |
| 2014 | O Tempo e o Vento                   | Coronel Ricardo Amaral Neto |                                           | Rede Globo     |

### Cinema
| Ano  | Título                                      | Papel                         |
| ---- | ------------------------------------------- | ----------------------------- |
| 1953 | Destino em Apuros                           | —                             |
| 1957 | Rio, Zona Norte                             | Moacir                        |
| 1958 | O Grande Momento                            | Vitório                       |
| 1958 | O Cantor e o Milionário                     | Paulo                         |
| 1958 | O Barbeiro que se Vira                      | Leonardo                      |
| 1958 | E o Bicho Não Deu                           | Delegado Faria                |
| 1958 | Pista de Grama                              | —                             |
| 1959 | Cala a Boca, Etelvina                       | Adelino                       |
| 1960 | E Eles não Voltaram                         | —                             |
| 1963 | Nordeste Sangrento                          | Zé Piedade                    |
| 1972 | A Marcha                                    | Laerte Boaventura             |
| 1974 | A Cobra Está Fumando                        | —                             |
| 1979 | Os Trombadinhas                             | Delegado Frederico            |
| 1983 | Gabriela, Cravo e Canela                    | João Fulgêncio                |
| 1984 | Para Viver um Grande Amor                   | Eugênio                       |
| 1989 | Solidão, uma Linda História de Amor         | —                             |
| 1989 | Faca de Dois Gumes                          | Delegado Olímpio              |
| 1989 | Kuarup                                      | —                             |
| 1998 | Vila Isabel                                 | —                             |
| 2000 | O Auto da Compadecida                       | Major Antônio de Brito Moraes |
| 2000 | Soluços e Soluções                          | Narrador                      |
| 2004 | Redentor                                    | Ministro                      |
| 2005 | Tapete Vermelho                             | Caminhoneiro                  |
| 2005 | Xuxinha e Guto contra os Monstros do Espaço | São Pedro (voz)               |
| 2010 | Chico Xavier                                | Saulo Guimarães               |
| 2010 | Nosso Lar                                   | Ministro Genésio              |
| 2013 | Giovanni Improtta                           | Juiz Walcyr                   |
| 2013 | O Tempo e o Vento                           | Coronel Ricardo Amaral Neto   |

### Dublagens
| Papel    | Título                                                             | Ano       |
| -------- | ------------------------------------------------------------------ | --------- |
| Narrador | O Amor Venceu (voz – teatro)                                       |           |
| Narrador | A Bela e a Fera: O Musical da Broadway – São Paulo, (voz - teatro) | 2002–2003 |
| Aslam    | As Crônicas de Nárnia: O Leão, A Feiticeira e O Guarda-Roupa       | 2005      |

## Obras
| Peças de teatro | Peças de teatro          | Peças de teatro                    | Peças de teatro |
| Ano             | Título                   | Notas                              |                 |
| --------------- | ------------------------ | ---------------------------------- | --------------- |
| 1975            | Nós Também Sabemos Fazer |                                    |                 |
| 1976            | Papai, Mamãe & Cia       |                                    |                 |
| 1980            | Mãos ao Alto, São Paulo! |                                    |                 |
| 1983            | O Infalível Dr. Brochard |                                    |                 |
| 1990            | Look Book Hip House      | Parceria com a filha Bárbara Bruno |                 |
| 1997            | Sete Vidas               |                                    |                 |

| Livros | Livros                                      | Livros                                                     | Livros |
| Ano    | Título                                      | Notas                                                      |        |
| ------ | ------------------------------------------- | ---------------------------------------------------------- | ------ |
| 1997   | 7 Vidas                                     | Livro de autoajuda                                         |        |
| 2010   | Grandes pratos e pequenas histórias de amor | Livro de culinária escrito em parceria com a Nicette Bruno |        |
|        | Vôo da Borboleta                            |                                                            |        |